# El Bodón
El Bodón est une commune de la province de Salamanque dans la communauté autonome de Castille-et-León en Espagne.
Elle fait partie du groupement européen de coopération territoriale Duero-Douro.

## Histoire

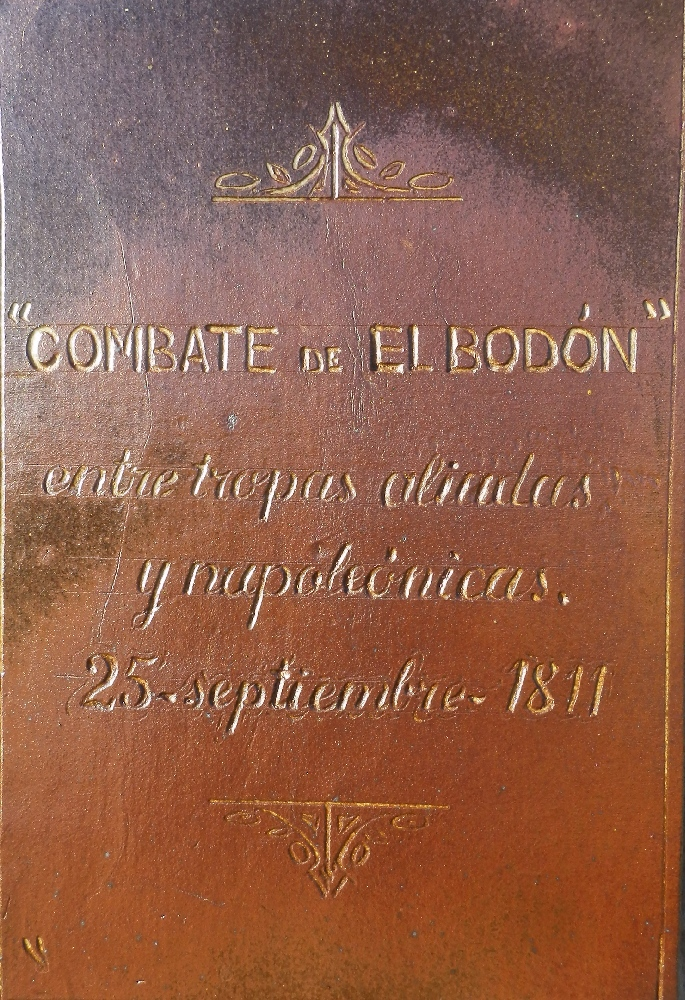
Plaque commémorative.

Combat d'El Bodón (Combate de El Bodón)